# Johnson-Forest Tendency
Die Johnson-Forest-Tendency (dt. Johnson-Forest-Tendenz), deren Anhänger als Johnsonites bezeichnet werden, ist eine linksradikale Strömung in den Vereinigten Staaten, die mit den marxistischen humanistischen Theoretikern C. L. R. James und Raya Dunayevskaya in Verbindung gebracht wird, die die Pseudonyme J. R. Johnson bzw. Freddie Forest verwendeten. Zu ihnen gesellte sich die Autorin/Aktivistin Grace Lee Boggs (Pseudonym: Ria Stone), die als dritte Gründerin gilt.

## Geschichte
Ein Großteil der Geschichte der Johnson-Forest-Tendenz geht auf Auseinandersetzungen zwischen verschiedenen Fraktionen der trotzkistischen Parteien in den USA zurück. James und Dunajewskaja lernten sich zunächst in der Socialist Workers Party kennen. In den Jahren 1939–1940 kam es zu einem erbitterten Kampf zwischen den Mitgliedern der Socialist Workers Party, und 1940 spalteten sich James, Dunayevskaya und Max Shachtman unter anderem ab, um die Workers Party zu gründen. James und Dunajewskaja gründeten innerhalb der Workers Party eine Studiengruppe, die sich mit der Idee des Staatskapitalismus befasste und der sich bald Grace Lee Boggs anschloss.
Während sich diese neue Gruppe schnell zu einer Politik zusammenfand, die der der Socialist Workers Party sehr ähnlich war, gab es gewisse Unterschiede, die schließlich zur Bildung der Johnson-Forest Tendency führten. Die Mehrheit der Mitglieder der Workers Party vertrat wie Shachtman die Ansicht, dass die Sowjetunion aufgrund ihres Klassencharakters als bürokratisch-kollektivistische Gesellschaft bezeichnet werden sollte. Die Minderheitsmeinung, die von James, Dunajewskaja und Lee vertreten wurde, hielt sie für staatskapitalistisch. Außerdem war James unzufrieden mit dem mangelnden Interesse der WP am Aktivismus der Schwarzen. Dies führte zu ihrer Abspaltung von der Workers Party.
Ihre Verärgerung über die Shachtman-Mehrheit in der Workers Party veranlasste Johnson-Forest 1947, sich wieder der Socialist Workers Party anzuschließen. In dieser Zeit kam die Johnson-Forest-Tendenz zu dem Schluss, dass, da es nirgendwo auf der Welt eine wahre sozialistische Gesellschaft gebe, eine Rückkehr zu den Grundlagen des Marxismus angebracht sei. Die Betonung der Hegelschen Philosophie als Grundlage des Marxismus ist weitgehend Dunajewskaja zu verdanken, die sich intensiv mit den Schriften von Marx und Lenin beschäftigt hatte.
Johnson-Forest blieb bis 1950 in der Socialist Workers Party und verließ die Partei erneut mit einem von James und Dunajewskaja gemeinsam verfassten Buch, State Capitalism and World Revolution. In den drei Jahren, in denen Johnson-Forest in der Socialist Workers Party blieb, beteiligte sich James auch an Parteidiskussionen über die amerikanische "Negerfrage" (wie sie damals genannt wurde) und plädierte für die Unterstützung separater Kämpfe der Schwarzen, da diese das Potenzial hätten, die gesamte politische Situation in den USA zu entzünden. Seine Hypothese nahm die organisierte Bürgerrechtsbewegung der 1950er und 1960er Jahre vorweg.
Als Johnson-Forest schließlich die Socialist Workers Party verließen, gründeten sie zum ersten Mal eine eigene Organisation namens Correspondence, die im folgenden Jahr in Correspondence Publishing Committee umbenannt wurde. Die bereits zuvor aufgetretenen Spannungen führten jedoch zu einer Spaltung, die 1955 stattfand. Durch seine theoretische und politische Arbeit in den späten 1940er Jahren war James zu dem Schluss gekommen, dass eine Avantgardepartei nicht mehr notwendig war, da ihre Lehren von den Massen absorbiert worden waren. Im Jahr 1956 sah James dies durch die ungarische Revolution von 1956 bestätigt.
Dunajewskaja stimmte zu, dass die leninistische Avantgardepartei überholt war, hielt aber im Gegensatz zu James eine Art revolutionäre Organisation für notwendig. 1953 wurde James aus den USA nach Großbritannien abgeschoben, weil er kein Visum hatte, und die Polemik ging weiter. Die Spaltung wurde 1955 abgeschlossen, als Dunajewskaja und ihre Fraktion die Gruppe News and Letters Committees gründeten. Grace Lee blieb bei den Johnsoniten, die Facing Reality sowie ein gleichnamiges Mitteilungsblatt mit Sitz in Detroit gründeten. Als Lee sich Anfang der 1960er Jahre von der Gruppe entfernte, wurde die Kontinuität der Johnsoniten-Tradition von Martin Glaberman bis zu seinem Tod im Jahr 2001 aufrechterhalten.

## Publikationen
- The Invading Socialist Society eine von der JFT im Jahr 1947 veröffentlichte Broschüre.
- Trotskyism in the United States, 1940–1947 BALANCE SHEET The Workers Party and the Johnson Forest Tendency eine von der JFT im Jahr 1947 veröffentlichte Broschüre.

## Referenzen
- Loren Goldner: Introduction to the Johnson-Forest Tendency and the Background to "Facing Reality". 2004, archiviert vom Original am 1. Dezember 2004; abgerufen am 18. Februar 2023 (englisch).
- Loren Goldner: Facing Reality 45 Years Later: Critical Dialogue with James/Lee/Chaulieu. 2002, archiviert vom Original am 16. August 2002; abgerufen am 18. Februar 2023 (englisch).